# Швайцер, Дорис
Дорис Швайцер (нем. Doris Schweizer, род. 28 августа 1989, Ротенбург, Люцерн) — швейцарская профессиональная велогонщица, выступающая за женскую континентальную команду UCI InstaFund Racing. Чемпионка Швейцарии по шоссейному велоспорту в групповой (2013 и 2016) и  индивидуальной (2015 и 2016) гонках.

## Карьера
В июле 2015 года на Джиро Роза врезалась в стену в результате чего даже спустя четыре года всё ещё испытывала сильные головные боли и головокружение.
В ноябре 2015 года Дорис Швайцер вошла в состав только что созданной команды Cylance Pro Cycling на сезон 2016 года.
В 2016 году на седьмом этапе Тура Ардеш она вступила в борьбу с Хессенией Менесес, когда её догнал пелотон. За двадцать километров до финиша у неё был отрыв в пятьдесят секунд, а затем она одержала победу в одиночку.

## Достижения
2007
3-я на Чемпионате Швейцарии — индивидуальная гонка U19
2010
3-я на Чемпионате Швейцарии — групповая гонка
8-я на Чемпионате Европы — индивидуальная U23
2011
4-я на Чемпионате Европы — индивидуальная U23
2012
2-я на Туре Берна
2013
 Чемпионат Швейцарии — групповая гонка
1-й этап (TTT) Джиро дель Трентино
2-й этап (TTT) Вуэльты Сальвадора
2-я на Чемпионате Швейцарии — индивидуальная гонка
2-я в Туре Берна
2014
1-й этап Тура Бретани
2-я на Чемпионате Швейцарии — индивидуальная гонка
3-я на Чемпионате Швейцарии — групповая гонка
 Чемпионат мира — командная гонка
2015
 Чемпионат Швейцарии — индивидуальная гонка
Тур Берна
3-я на Чемпионате Швейцарии — групповая гонка
2016
 Чемпионат Швейцарии — групповая гонка
 Чемпионат Швейцарии — индивидуальная гонка
7-й этап Тура Ардеш

## Рейтинги
| Год                 | 2010  | 2011  | 2012  | 2013  | 2014 | 2015  | 2016  |
| ------------------- | ----- | ----- | ----- | ----- | ---- | ----- | ----- |
| Мировой рейтинг UCI | 275-й | 234-й | 411-й | 117-й | 42-й | 146-й | 113-й |
| Мировой тур UCI     |       |       |       |       |      |       | 77-й  |
|                     |       |       |       |       |      |       |       |
| Источник: UCI       |       |       |       |       |      |       |       |